# Alfred Erck
Alfred Erck (* 11. September 1934 in Meiningen) ist ein deutscher Hochschullehrer, Sachbuchautor und emeritierter Professor für Kulturtheorie und Ästhetik an der TH Ilmenau.

## Leben
Alfred Erck studierte Philosophie, Literaturwissenschaft, Psychologie, Ästhetik und Kulturtheorie in Leipzig und Jena. Nach der Promotion 1965 und der Habilitation 1972 war er von 1974 bis 1993 Inhaber des Lehrstuhls für Kulturtheorie und Ästhetik an der TH Ilmenau.
Erck hat sich insbesondere zur Geschichte des Staatstheater Meiningen und zur Stadt Meiningen geforscht. Siggi Seuß bezeichnete ihn in einem Artikel im Schweinfurter Tagblatt im Jahr 2021 als Chronist des Meininger Theaters.

## Schriften (Auswahl)
- (Hrsg.): Sozialismus und wissenschaftliches Schöpfertum. Akademie-Verlag, Berlin 1976 (Nachdruck: De Gruyter, Berlin 2022, ISBN 978-3-11-261801-1).
- Beiträge zur Musikgeschichte Meiningens. Staatliche Museen Meiningen, Meiningen 1991, OCLC 33459215.
- mit Hannelore Schneider: Georg II. von Sachsen-Meiningen. Ein Leben zwischen ererbter Macht und künstlerischer Freiheit. Heinrich-Jung-Verl.-Ges., Meiningen 1997, ISBN 3-930588-52-8.
- mit Hannelore Schneider: Adelheid. Die Meiningerin auf dem englischen Königsthron. Ein Frauenschicksal während der ersten Hälfte des 19. Jahrhunderts. 2. Auflage. Bielstein, Meiningen 2004, ISBN 3-9809504-0-9.
- mit Hannelore Schneider: Musiker und Monarchen in Meiningen 1680 bis 1763. Bielstein, Meiningen 2006, ISBN 3-9809504-2-5.
- Geschichte des Meininger Theaters 1831–2006. Südthüringisches Staatstheater, Meiningen 2006, OCLC 180033752.
- mit Karin Köhler (Hrsg.): Meiningen. Lexikon zur Stadtgeschichte. Bielstein, Meiningen 2008, ISBN 978-3-9809504-4-2.
- mit Axel Schneider und Hannelore Schneider: Georg II. von Sachsen-Meiningen. Ein Leben in Bildern. Bielstein, Meiningen 2014, ISBN 978-3-9809504-6-6.